# Furacão Iota
O furacão Iota foi um furacão tardio e devastador de categoria 4 no Atlântico no final da temporada que causou graves danos a áreas da América Central já devastadas pelo furacão Eta, pouco menos de duas semanas antes. O 31.º e último ciclone tropical, 30.ª tempestade nomeada, 14.º furacão e sétimo maior furacão da temporada de furacões no Atlântico de 2020, o Iota originou-se como uma onda tropical que se mudou para o Caribe Oriental em 10 de novembro. Nos dias seguintes, a onda começou a se organizar melhor e em 13 de novembro, desenvolveu-se em uma depressão tropical ao norte da Colômbia. A depressão se fortaleceu na tempestade tropical Iota seis horas depois. A tempestade foi inicialmente impactada por algum cisalhamento do vento, mas uma realocação do centro e um cisalhamento relaxado permitiram que Iota em 15 de novembro se fortalecesse rapidamente em um furacão, após o qual passou por uma intensificação explosiva, chegando a ser uma tempestade de categoria 4 de ponta, com velocidade do vento de 249 km/h (155 mph). Depois de enfraquecer um pouco, Iota atingiu ao nordeste da Nicarágua como um furacão de categoria 4 média, tornando-se o furacão mais forte registrado a atingir a Nicarágua em novembro. Iota então enfraqueceu rapidamente à medida que se movia para o interior, dissipando-se em 18 de novembro. Foi a última tempestade tropical ou furacão no Atlântico a usar uma letra grega.
A onda precursora de Iota gerou inundações repentinas na maioria das ilhas do Caribe. Avisos e alertas de ciclones tropicais foram emitidos pela primeira vez em 14 de novembro em partes da Colômbia, Nicarágua e Honduras, com os dois últimos países ainda se recuperando de Eta apenas duas semanas antes. Chuvas fortes associadas a uma onda tropical de Iota trouxeram fortes chuvas para partes da Colômbia, levando a inundações e deslizamentos de terra. Chuvas extremamente fortes caíram em grande parte da Nicarágua, ampliando as inundações repentinas causadas pela maré de tempestade alta do furacão. Os deslizamentos de terra causaram grandes danos e várias mortes. Pelo menos 67 pessoas foram mortas devido a Iota, incluindo pelo menos 28 na Nicarágua e 16 em Honduras, entre outros países. Atualmente, 41 pessoas estão desaparecidas. Uma estimativa preliminar para os danos na Nicarágua é de US$ 564 milhões (USD 2020) naquele país. As estimativas de danos totais para o furacão estão atualmente em US$ 1,4 mil milhão (US$ 2020).
O planejamento dos esforços de socorro logo em seguida, incluindo a colocação de tendas, a abertura de hospitais temporários e a entrega de alimentos e água aos necessitados. Numerosos cortes de energia foram restauradas nos dias seguintes à destruição de Iota. Árvores arrancadas e caminhos bloqueados atrasaram algumas equipes de resgate. Foram concedidas doações no valor de centenas de milhões de aos países afetados. Estima-se que umm total de 5,2 milhões de pessoas foram afetadas pela tempestade, enquanto centenas de milhares de pessoas foram deslocadas.

## História meteorológica
Em 30 de outubro, uma onda tropical emergiu da costa oeste da África para o Atlântico. Nos dias seguintes, a onda tropical moveu-se para oeste, enquanto produzia tempestades desorganizadas principalmente a leste do eixo da onda. Às 18:00 UTC em novembro Em 8 de agosto, o Centro Nacional de Furacões (NHC) começou a monitorar a onda tropical em suas perspectivas de clima tropical, já que o sistema estava previsto para entrar na área e potencialmente se tornar uma área de baixa pressão dentro de alguns dias. A onda posteriormente entrou no Caribe Oriental por 06:00 UTC em 10 de novembro e mudou-se para o oeste em um ambiente mais propício para o desenvolvimento. No final de 11 de novembro, a onda começou a ficar mais organizada, e por volta das 15:00 UTC de 13 de novembro, ela se desenvolveu na Depressão Tropical Trinta e Um no sul do Caribe, empatando 2005 com o maior número de depressões tropicais registradas em uma temporada. Seis horas depois, o sistema se fortaleceu na Tempestade Tropical Iota. Depois de lutar um pouco devido ao cisalhamento do vento e ao ar seco, Iota começou a se intensificar rapidamente em águas quentes no final de 14 de novembro, quando a convecção começou a envolver o centro da tempestade. Às 06:00 UTC em 15 de novembro, Iota atingiu o status de furacão, antes de se fortalecer para a o status de categoria 2 às 00:00 UTC em 16 de novembro.

Furacão Iota atinge o nordeste da Nicarágua em 17 de novembro

Às 06:00 UTC em 16 de novembro, caçadores de furacões descobriram que Iota havia se tornado um furacão maior de categoria 3, marcando a primeira vez que dois grandes furacões foram registrados em novembro. Eles também encontraram raios intensos na parede do olho sudoeste de Iota junto com granizo, o que é extremamente raro para um furacão devido às temperaturas quentes que estão presentes nessas tempestades. Apenas 40 minutos depois, às 06:40 UTC, Iota atingiu a intensidade de categoria 4. Às 15:00 UTC, Iota se intensificou ainda mais para atingir seu pico de intensidade como um furacão de categoria 4 de ponta, com ventos sustentados de 1 minuto de 249 km/h (155 mph) e uma pressão central mínima de 917 mbar (27,08 inHg). Operacionalmente, os ventos de pico foram estimados em 260 km/h (160 mph), tornando Iota um furacão de categoria 5. No entanto, na análise pós-temporada, Iota foi rebaixado para uma furacão categoria 4, devido a algumas leituras questionáveis de SFMR produzidas pelo voo de reconhecimento, bem como uma recalibração dos valores de SFMR. Depois de atingir o pico de intensidade, Iota enfraqueceu um pouco ao cruzar a esteira fria criada pelo furacão Eta duas semanas antes. Às 03:40 UTC de 17 de novembro, Iota atingiu a costa nordeste da Nicarágua, perto da cidade de Haulover, com ventos sustentados de 233 km/h (145 mph) e uma pressão central de 921 mb (27,20 inHg). A localização do Landfall de Iota era de aproximadamente 15 nm (5.9×10−7 in) ao sul de onde o furacão Eta atingiu a terra em 3 de novembro. Isso também fez de Iota o furacão mais forte na história registrada a atingir a Nicarágua em novembro.
Iota então enfraqueceu rapidamente enquanto se movia sobre o terreno montanhoso da América Central, caindo abaixo do status de furacaõ maior de categoria 3 às 09:00 UTC em 17 de novembro, e abaixo do status de furacão de Categoria 1 às 18:00 UTC. O núcleo interno do sistema enfraquecido foi dissipado à medida que se movia pelas Honduras, e ao entrar em El Salvador, Iota enfraqueceu para uma depressão tropical às 09:00 UTC em 18 de novembro. Seis horas após esse rebaixamento, o centro de circulação de baixo nível de Iota se dissipou e o NHC emitiu seu aviso final sobre Iota.

## Preparações

O furacão Iota fortalece-se rapidamente antes do pico de intensidade

Os alertas de tempestade tropical foram emitidos pela primeira vez para as ilhas colombianas de San Andrés e Providência por volta do meio-dia de 14 de novembro. Três horas depois, um alerta de furacão foi emitido para Providencia, bem como ao longo da costa do norte da Nicarágua e leste de Honduras, com um alerta de tempestade tropical também emitido para o centro de Honduras. Todos os alertas foram eventualmente atualizados para alertas, com um alerta de furacão adicional para San Andrés, bem como um alerta de tempestade tropical para o centro-sul da Nicarágua. O resto do litoral de Honduras, bem como as Ilhas da Baía, foram posteriormente colocados sob alertas de tempestade tropical em 16 de novembro.
A Oxfam teve que suspender temporariamente as operações na Nicarágua, Honduras, Guatemala e El Salvador relacionadas ao furacão Eta para proteger as operações de socorro.

### Nicarágua
Com a Nicarágua ainda sofrendo com o furacão Eta duas semanas antes, muitas áreas permaneceram inundadas. As cidades ao redor de Puerto Cabezas, em particular, foram devastadas pela Eta e os destroços permaneceram espalhados por toda a área. A Federação Internacional das Sociedades da Cruz Vermelha e do Crescente Vermelho enfatizou o risco de inundações generalizadas e deslizamentos de terra, pois os solos estavam completamente saturados. O Governo da Nicarágua abriu 600 abrigos e 63.000 pessoas evacuadas em todo o país. Alguns moradores temiam passar fome enquanto residiam em abrigos, pois a Eta destruiu em grande parte as plantações da região. O governo de Taiwan doou 800 toneladas de arroz para as áreas que devem ser afetadas pela tempestade.

### Honduras
Aproximadamente 80.000 pessoas foram evacuadas de áreas propensas a inundações. Estima-se que 100.000 pessoas permaneceram isoladas em Honduras após o furacão Eta, quando Iota atingiu o continente.
O Governo de El Salvador abriu 1.000 abrigos com capacidade para 30.000 pessoas. Até 17 de novembro.700 pessoas haviam se mudado de suas casas.

## Impacto
| País/Território | Fatalidades | Ausência de | Dano (2020 USD)    | Referências                 |
| --------------- | ----------- | ----------- | ------------------ | --------------------------- |
| Colômbia        | 10          | 8           | US$ 100 milhões    | [ 40 ] [ 41 ] [ 42 ] [ 43 ] |
| Costa Rica      | 0           | 0           | US$ 16,5 milhões   | [ 7 ]                       |
| El Salvador     | 2           | 0           | Desconhecido       | [ 7 ] [ 1 ]                 |
| Guatemala       | 2           | 2           | Desconhecido       | [ 44 ]                      |
| Honduras        | 13          | 1           | Desconhecido       | [ 7 ] [ 2 ]                 |
| México          | 0           | 0           | Desconhecido       | [ 7 ]                       |
| Nicarágua       | 39          | 29          | US$ 564 milhões    | [ 7 ] [ 4 ]                 |
| Panamá          | 1           | 1           | Desconhecido       | [ 7 ]                       |
| Venezuela       | 0           | 0           | Desconhecido       |                             |
| Totais:         | 84          | 41          | US$ 1,4 mil milhão |                             |

O dano total da tempestade é estimado em US$ 1,4 mil milhão.

### Venezuela
A onda tropical precursora de Iota produziu fortes chuvas em todo o estado de Falcón, na Venezuela, principalmente na Península de Paraguaná. No município de Silva, as inundações atingiram 288 casas. Danos a casas foram relatados em El Cayude e El Tranquero. A comunidade de Santa Ana perdeu o serviço elétrico. Autoridades da Proteção Civil alertaram os moradores sobre possíveis inundações ao longo do reservatório de Matícora em Mauroa, no rio Barrancas e no rio Quebrada de Uca. Algumas inundações ocorreram no estado de Miranda.

### Colômbia

#### Continente

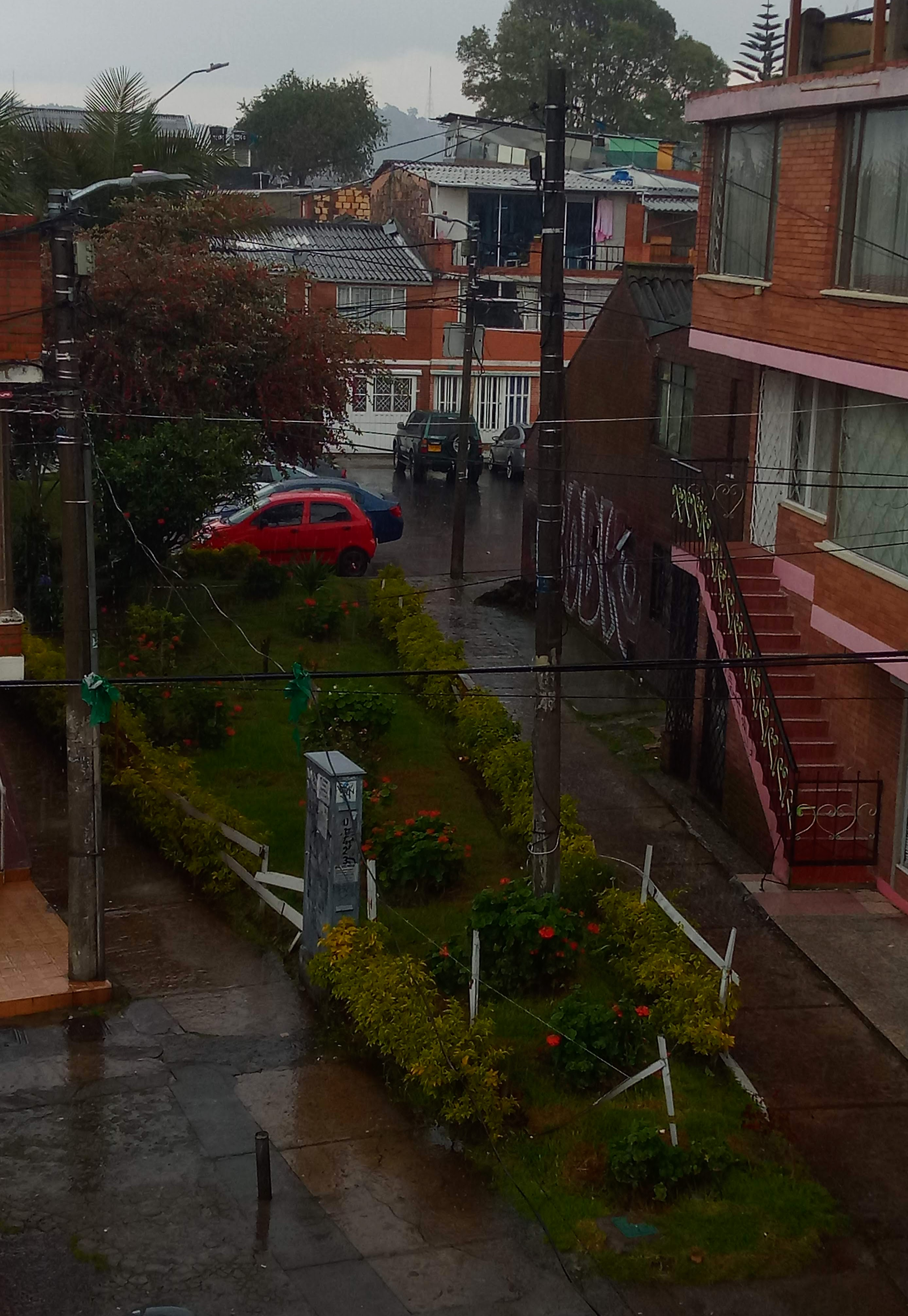
Chuva de Iota em Bogotá, capital da Colômbia

As fortes chuvas associadas a uma onda tropical e Iota causaram grandes danos na Colômbia. O pior dano ocorreu no setor Mohán de Dabeiba, onde deslizamentos de terra mataram três pessoas, feridas 20, e deixou outros oito desaparecidos. Oito pessoas foram resgatadas dos escombros. Os deslizamentos de terra destruíram 67 casas e danificadas 104 outros, bem como três escolas. Um total de 497 pessoas foram afetadas na comunidade. Aproximadamente 100 veículos ficaram presos por desabamentos ao longo de uma estrada entre Dabeiba e Urabá. Inundação afetou 10 municípios do Departamento de Chocó ; a cidade de Lloró foi isolada depois que a única ponte para a comunidade desabou. Um deslizamento de terra em Carmen de Atrato matou uma pessoa quando sua casa foi enterrada. Em Chocó, cerca de 28.000 pessoas foram afetadas. Uma van com dois ocupantes desapareceu quando um deslizamento de terra arrastou o veículo para o Rio Atrato. Emergências foram declaradas por 29 municípios do Departamento de Santander onde vários rios superavam suas margens. Várias famílias foram evacuadas de Cimitarra devido ao aumento da água ao longo do rio Carare. O colapso de uma ponte ao longo do rio Chicamocha isolou aproximadamente 1.000 pessoas em Carcasí e Enciso. Mais de 1.000 casas foram danificadas no Departamento do Atlântico : 693 em Malambo, 200 em Candelária e 150 em Carreto.

Estima-se que 70 por cento de Cartagena viu inundações devido aos efeitos diretos de Iota, afetando cerca de 155.000 pessoas. Numerosas casas foram danificadas ou destruídas por inundações e deslizamentos de terra. Duas pessoas morreram no bairro de San Pedro quando a motocicleta que conduziam foi arrastada para um canal. Autoridades municipais transformaram o Coliseo de Combate em um abrigo capaz de acomodar 200 pessoas.

#### Providencia e San Andrés
Em 15 de novembro-16, Iota passou perto do arquipélago periférico de San Andrés, Providencia e Santa Catalina como uma categoria de alto nível 4 furacão. O centro do olho do furacão errou Providencia por 11 milhas (18 km), mas a tempestade ainda atingiu diretamente (em vez de um landfall ) na ilha, causando danos descritos como "sem precedentes" pelo presidente Iván Duque Márquez. A comunicação foi perdida com a ilha em 16 de novembro, com duração superior a 20 horas. Estima-se que 98-99 por cento das estruturas na ilha foram danificadas ou destruídas, incluindo edifícios construídos no século XV. Todas as casas da ilha sofreram danos, com 80% sendo destruídas. Uma pessoa morreu e seis ficaram feridas na ilha. Dois abrigos eram conhecidos por terem perdido seu telhado antes que a comunicação fosse perdida. A situação na ilha era difícil de determinar em 17 de novembro, embora o hospital da ilha tenha sido considerado destruído ou inoperante. Embora os detritos cobrissem as pistas do Aeroporto El Embrujo, inicialmente impedindo a chegada ou saída de aeronaves, em 17 de novembro estava operacional o suficiente para permitir que o presidente Duque visitasse e avaliasse os danos da ilha.
Em San Andrés, chuvas torrenciais e grandes ondas causaram grandes inundações. A água do mar subiu para 3 m (9.8 ft). Ventos fortes arrancaram várias árvores, algumas das quais caíram sobre as casas, e várias casas perderam o telhado. As comunicações com San Andrés foram temporariamente perdidas durante a tempestade e aproximadamente 60% da ilha ficou sem energia. A inundação atingiu uma profundidade de 15 cm (5.9 in) no Aeroporto Internacional Gustavo Rojas Pinilla, impedindo o uso das pistas. Uma pessoa foi morta na ilha.

#### Nicarágua
Quase 44.000 casas sofreram danos totais ou parciais na Nicarágua, disse o ministro das Finanças da Nicarágua, Ivan Acosta, estimando que as tempestades custaram ao país US$ 743 milhões em perdas, de acordo com o site de mídia governamental El 19.

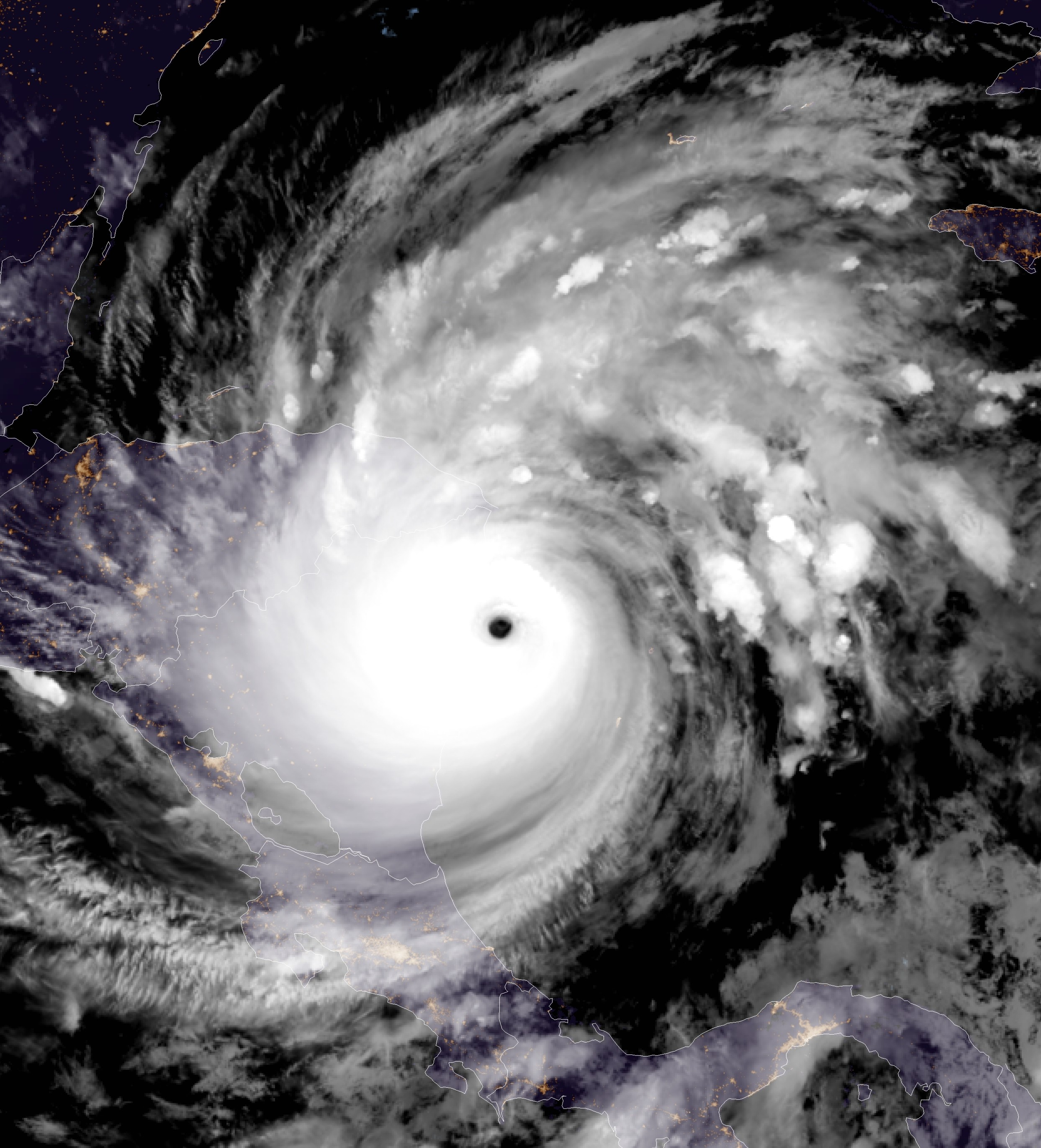
Furacão Iota pouco antes de aterrissar ao sul de Puerto Cabezas, Nicarágua

Iota desembarcou na Nicarágua como uma categoria de ponta 4 furacão perto da cidade de Haulover, ao sul de Puerto Cabezas, em 16 de novembro, apenas 15 milhas (25 km) ao sul de onde o furacão Eta atingiu a terra 13 dias antes. Como Iota estava se movendo em terra, o aeroporto de Puerto Cabezas relatou ventos sustentados de 72 kn (83 mph; 133 km/h) com rajadas de até 98 kn (113 mph; 181 km/h) às 02:53 UTC em 17 de novembro. Os relatórios de danos, no entanto, foram extremamente limitados devido aos danos sofridos anteriormente pelo furacão Eta. Esses relatórios também foram limitados porque a maioria das comunicações com Puerto Cabezas foi interrompida durante a tempestade. Um rádio amador do Club de Radio-Experimentadores de Nicarágua (CREN) relatou ventos de 124 km/h (200 km/h) ventos e telhados danificados, embora não estivesse claro se eram ventos sustentados ou rajadas de vento. O telhado foi arrancado de um hospital improvisado que servia como substituto de um hospital mais antigo, exigindo a evacuação dos pacientes de lá.
Um total de 160.233 casas ficaram sem energia na Nicarágua e 47.638 famílias perderam o serviço de água. O Instituto Nicaragüense de Telecomunicaciones y Correos|es relatou perda de serviço telefônico para 35 comunidades. Chuvas torrenciais em solos já saturados levaram a grandes inundações e deslizamentos de terra. Uma maré de tempestade de pelo menos 26 pés (7,9 m) ocorreu perto da cidade de Haulover e mais ao norte, perto da comunidade de Wawa Bar. Pelo menos 28 pessoas morreram em relação ao furacão, enquanto outras 29 estão desaparecidas. Duas crianças foram arrastadas por um rio em Santa Teresa, Carazo, enquanto outros três membros de sua família desapareceram; um sexto membro da família foi resgatado. Um deslizamento de terra matou duas pessoas em Wiwilí de Jinotega e outra pessoa morreu em Quilalí. Em Wiwilí, surgiram temores sobre a segurança dos moradores que fugiram para as montanhas para escapar das inundações, pois vários deslizamentos de terra ocorreram na região. Em 17 de novembro, pelo menos 30 pessoas foram soterradas em um deslizamento de terra em Macizo de Penas Blancas, e um menino foi encontrado enterrado. No dia seguinte, mais quatro corpos foram recuperados, incluindo um de um bebê. Em 23 de novembro, um caminhão de passageiros caiu de uma estrada em uma área montanhosa devastada por Iota, um acidente que causou a morte de 17 pessoas e 25 feridos. Uma estimativa preliminar de danos coloca os danos em 12,3 mil milhões de córdobas (US$ 352,5 milhões).

#### Honduras

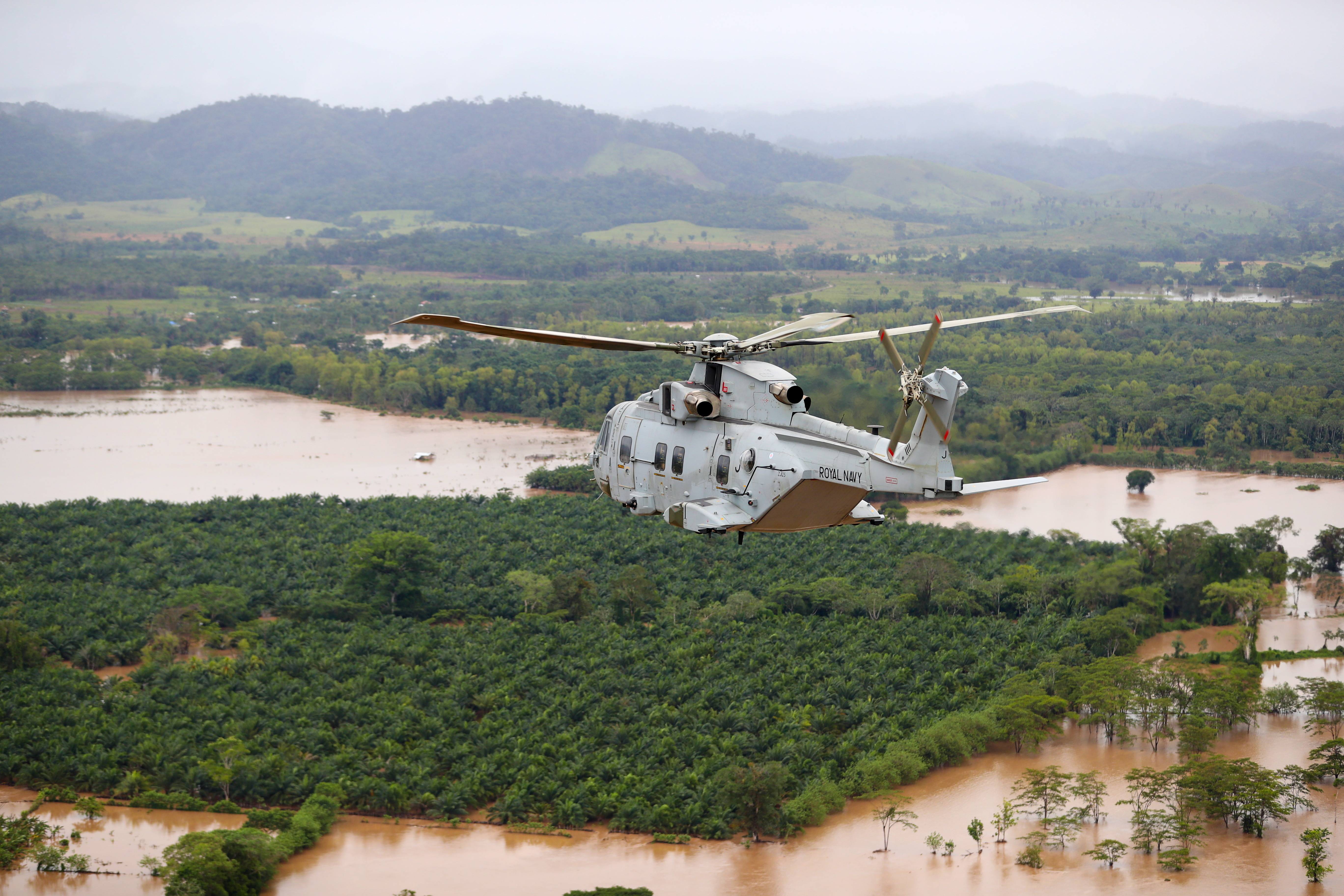
Helicóptero britânico Merlin em levantamento de danos sobre Honduras

Juntos, os furacões Eta e Iota mataram cerca de 100 hondurenhos, e analistas locais estimam que o dano custaria ao país mais de 10 mil milhões de dólares ( L 244,1 mil milhão).
Iota produziu fortes chuvas em partes de Honduras, causando o transbordamento de um rio em Tocoa. Deslizamentos de lama e árvores arrancadas também foram relatados em partes do país. La Ceiba, Honduras relatou uma rajada de vento de 58 km/h (93 km/h). Pelo menos 16 pessoas morreram e uma está desaparecida como resultado dos impactos do Iota em Honduras. Deslizamentos de terra foram a principal causa de fatalidades; um em San Manuel Colohete matou oito pessoas e outro em Los Trapiches matou cinco pessoas. Teonela Paisano Wood, prefeita de Brus Laguna, expressou preocupação de que as chuvas contínuas representem uma grande ameaça para a cidade. Várias casas de concreto e madeira foram reduzidas a escombros. A partir da manhã de novembro Em 18 de agosto, a COPECO informou que 366.123 pessoas foram diretamente afetadas pelo furacão. 80% das estradas de Copán Ruinas ficaram intransitáveis devido a deslizamentos de terra e inundações repentinas. O Aeroporto Internacional Ramón Villeda Morales deverá permanecer fechado até meados de dezembro. O terminal de passageiros sofreu danos graves e os tempos estimados de reparo são de mais de um mês.

### Em outro lugar
Autoridades no Panamá disseram que uma pessoa foi morta em Nole Duima, na Comarca de Ngäbe-Buglé. Outra pessoa estava desaparecida em Soloy, também na região. No México, os estados de Chiapas, Tabasco e Veracruz sofreram os efeitos das chuvas de Iota. O total acumulado nos três estados foi de quase 297.000 pessoas afetadas, bem como quase 59.000 casas danificadas. Estradas bloqueadas cortam o acesso a 135 comunidades.

## Consequências
A disseminação de doenças, variando de resfriados e erupções cutâneas a problemas gastrointestinais, tornou-se muito mais comum. Outras taxas de infecção de doenças, como dengue e COVID-19, também estão aumentando. Alguns estavam se recusando a fazer o teste para COVID, devido ao medo de ser recusado o abrigo devido à infecção. As pessoas que precisam de medicamentos não foram capazes de obtê-los.

### Colômbia
Após a restauração da comunicação com Providencia em 16 de novembro, o presidente Duque prometeu ajuda imediata à ilha. O estado de emergência foi declarado por um ano. Mar agitado em 17 de novembro impediu que a Marinha colombiana chegasse à ilha, embora Duque pudesse voar de helicóptero para um levantamento aéreo. Dois hospitais de campanha e 4.000 tendas deveriam ser montadas na ilha. A ênfase foi colocada na evacuação de feridos críticos para o continente antes de estabelecer os hospitais de campanha. Até 19 de novembro, 112 pessoas foram transportadas de avião da ilha. Os militares colombianos enviaram engenheiros e 15 toneladas de alimentos. Duque afirmou que um plano para a reconstrução completa da infraestrutura de Providencia deveria ser elaborado em 100 dias e que todas as habitações destruídas seriam reconstruídas até 2022. Duque prometeu 150 mil milhões de pesos (US$ 41 milhões) para reparos de infraestrutura. A relativa falta de vítimas em Providencia é atribuída aos moradores que seguem os avisos e buscam refúgio em estruturas robustas ou banheiros internos. A oposição a Duque o criticou por não evacuar Providencia antes da tempestade. Em 18 de novembro, o Governo da Colômbia prometeu 500 mil milhões de pesos (US$ 136 milhões) para esforços de recuperação em Bolívar e Cartagena.

### Nicarágua
A empresa de energia da Nicarágua, Enatrel, despachou mais de 100 tripulações para a costa do Caribe para restaurar a eletricidade. Até 17 de novembro, quase metade das interrupções foram restauradas.
A Operação EUA iniciou os preparativos para os esforços de socorro em 17 de novembro. O exército da Nicarágua enviou 100 equipes de resgate a um local onde um deslizamento de terra causou danos. Árvores caídas bloqueando a estrada dificultaram o esforço. Serão entregues cerca de 1.000 kits de alimentação, além de atividades recreativas para as crianças abrigadas. Os kits de alimentos estarão disponíveis até que o governo seja capaz de fornecer apoio alimentar adequado. Serão distribuídos 1.000 kits de higiene, que incluem sabão em pó, sabão para mãos e louça, alvejante e papel higiênico. As famílias também receberão água purificada, máscaras faciais, cobertores, baldes, lençóis plásticos, ovos e carne bovina (os dois últimos para fontes de proteína preferidas).

### Honduras

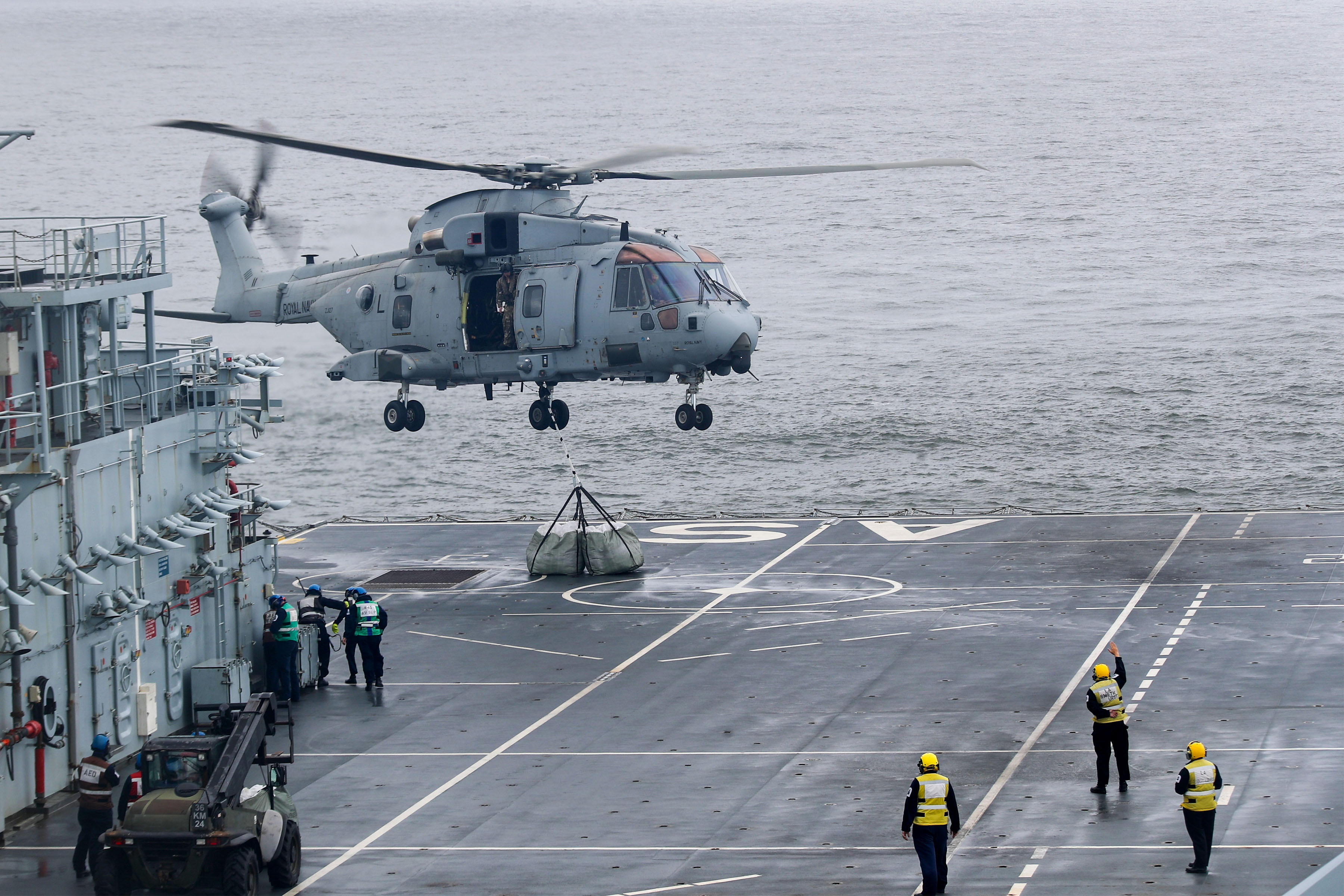
Helicóptero britânico Merlin decola da RFA Argus com suprimentos de emergência

Em 25 de novembro, 2,5 milhões de pessoas tinham acesso limitado ou nenhum acesso aos serviços de saúde devido aos impactos. Autoridades relataram que mais de 4 milhões de pessoas foram afetadas por Eta e Iota. O Projeto HOPE entregou remessas de equipamentos de proteção individual, 50.000 máscaras, além de itens para o projeto WASH. 185.000 pessoas foram deslocadas. Além disso, dez unidades de saúde relataram perda total de equipamentos da cadeia de frio, o que dificultou os preparativos feitos para a distribuição das vacinas COVID-19.

### Aposentadoria
Devido aos danos e perdas de vidas em Honduras, Nicarágua, Providencia e San Andrés, a carta Iota foi retirada em 17 de março de 2021 nas sessões conjuntas 42 e 43 do comitê de furacões RA IV e nunca mais será usada para um furacão no Atlântico. A OMM também anunciou na reunião que o sistema de nomenclatura baseado no alfabeto grego seria descontinuado e substituído por uma lista auxiliar composta por 21 nomes próprios se a lista de nomenclatura regular estiver esgotada.